# Enrique Adolfo Jiménez
Enrique Adolfo Jiménez Brin (ur. 11 sierpnia 1888 w Panamie, zm. 28 kwietnia 1970) – panamski polityk, przywódca Partii Demokratycznej, minister skarbu w latach 1931-1935, I wiceprezydent w latach 1931-1932, ambasador Panamy w Stanach Zjednoczonych, 22. prezydent kraju od 15 czerwca 1945 do 7 sierpnia 1948 (funkcję sprawował tymczasowo).
Jego imieniem nazwano Port lotniczy Enrique Adolfo Jimenez.